# Sciadotenia acutifolia
Sciadotenia acutifolia é uma espécie de planta do gênero Sciadotenia e da família Menispermaceae.

## Taxonomia
A espécie foi descrita em 1970 por Boris Alexander Krukoff e Rupert Charles Barneby.

## Forma de vida
É uma espécie terrícola e trepadeira.

## Conservação
A espécie faz parte da Lista Vermelha das espécies ameaçadas do estado do Espírito Santo, no sudeste do Brasil. A lista foi publicada em 13 de junho de 2005 por intermédio do decreto estadual nº 1.499-R.

## Distribuição
A espécie é encontrada no estado brasileiro de Espírito Santo.
Em termos ecológicos, é encontrada no domínio fitogeográfico de Mata Atlântica, em regiões com vegetação de floresta estacional semidecidual.